# 2018

2018(이천십팔)은 2017보다 크고 2019보다 작은 자연수다.

## 수학
- 합성수로, 그 약수는 1, 2, 1009, 2018이다. 진약수의 합은 1012이므로, 2018은 부족수다.
  - 579번째 반소수다. 앞의 반소수는 2005, 다음 반소수는 2019다.
- {\displaystyle 2018=13^{2}+43^{2}}
  - 서로 다른 두 소수(素數)의 제곱합으로 나타낼 수 있는 32번째 반소수다. 이 성질을 지닌 앞의 수는 1874, 다음 수는 2042이다. (OEIS의 수열 A103558)
- {\displaystyle 2018=7^{2}+8^{2}+9^{2}+10^{2}+11^{2}+12^{2}+13^{2}+14^{2}+15^{2}+\cdots +18^{2}}
  - 연속하는 자연수 12개의 제곱합으로 나타낼 수 있으며, 이 성질을 지닌 앞의 수는 1730, 다음 수는 2330이다.
- {\displaystyle 87^{18}-1}은 2018로 나누어떨어진다.

## 과학
- NGC 2018(독일어판, 프랑스어판): 테이블산자리 방향에 있는 산개성단.

## 문화유산
- 대한민국의 보물 제2018호: 고령 지산동 32호분 출토 금동관

## 작품
- 《2018(영어판)》(2023년): 인도의 생존 스릴러 영화.

## 기타
- 연도: 2018년, 기원전 2018년
  - 2018년 동계 올림픽은 대한민국 강원도 평창군에서 개최되었다.
  - 2018년 FIFA 월드컵은 러시아에서 개최되었다.